# Peinaleopolynoe sillardi
Peinaleopolynoe sillardi är en ringmaskart som beskrevs av Desbruyères och Laubier 1988. Peinaleopolynoe sillardi ingår i släktet Peinaleopolynoe och familjen Polynoidae. Inga underarter finns listade i Catalogue of Life.